# Pagode Wanbu-Huayanjing
La pagode Wanbu-Huayanjing (chinois simplifié : 万部华严经塔 ; chinois traditionnel : 萬部華嚴經塔 ; pinyin : wànbù huáyánjīng tǎ) ou resp. « la  pagode (pour la conservation) des dix mille volumes du Avatamsaka Sutra » est communément appelée la pagode blanche (Baita) car elle est peinte en blanc. C'est une pagode bouddhiste située dans la ville de Hohhot en Mongolie-Intérieure en République populaire de Chine. Aujourd'hui, elle ne contient plus de textes bouddhiques.

## Histoire

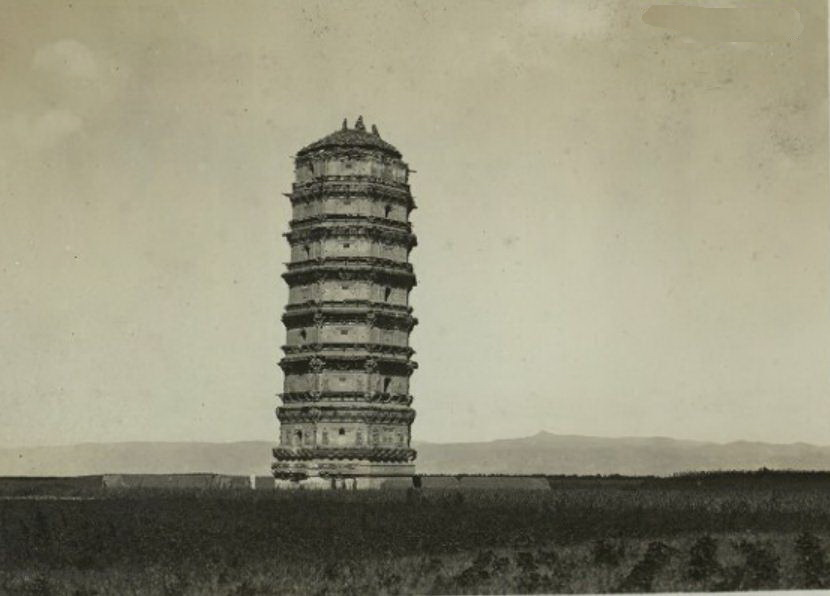
La pagode Wanbu-Huayanjing en 1942

Construite en forme de tour avec des briques et du bois pour le renforcement, elle remonte à la dynastie Liao. Il est dit qu'elle a été construite sous le règne de l'empereur Shengzong (983-1031).
Elle fait partie depuis 1982 de la liste des monuments historiques de Chine (3-166).

## Description
C'est une construction orthogonale à sept niveaux haute de 45,18 mètres. Chaque étage possède un balcon et un avant-toit, un étage sur deux une porte, les autres des fenêtres. Un escalier interne en spirale permet d'atteindre son sommet.
Les trois premiers étages sont décorés par des motifs gravés. Ce sont des images bouddhistes, des bodhisattvas, des Hercules et des représentations des Quatre Rois célestes. Une planche indique le nom de la pagode au-dessus de la porte sud.
La valeur de cette pagode est renforcée par les nombreuses inscriptions laissées par les visiteurs depuis la dynastie Jin en 1172. Ces textes sont écrits en chinois, mongol, tibétain, khitan, xixia, jurchen ou en phagspa et reflètent les échanges économiques et culturels des temps passés. Le premier étage contient encore six tablettes en pierre portant des inscriptions, il y en avait initialement onze.